# Coriaria duthiei
Coriaria duthiei là một loài thực vật có hoa trong họ Coriariaceae. Loài này được D.K.Singh & Pusalkar mô tả khoa học đầu tiên năm 2009.